# 札幌 東急REIホテル
札幌 東急REIホテル（SAPPORO TOKYU REI HOTEL）は、札幌市中央区にあるホテル。札幌の歓楽街・すすきのに位置しており、1980年（昭和55年）6月1日に「札幌東急イン」としてオープンした。2015年（平成27年）4月1日に東急ホテルズのブランド再編によって名称変更した。

## 概要
札幌 東急REIホテルは、東急不動産のグループが開発・管理・運営している都市型商業施設「A-FLAG札幌」（旧称「東急プラザ 札幌」）の中核施設であり、札幌市内最大級の客室を有する宿泊施設になっている。また、商業施設としてレストラン街「レストランプラザ札幌」（旧東急プラザ）を併設しており、飲食店がテナント入居している。

## 施設
客室
- シングル (13.8 m²)
- レディスシングル (13.8 m²)
- コンフォートルーム (22.1 m²)
- プレミアルーム (18.0 m²)
- ダブル (18.0 m²)
- ツイン (18.0〜23.4 m²)
- ハリウッドツイン (18.0 m²)
- デラックスツイン (45.3 m²)
- スイート (44.7 m²)

レストラン
- wine & dine サウスウエスト

宴会・会議
- チェルシー (290 m²)
- マディソン (270 m²)
- プリエール (76 m²)
- メイプル (52 m²)
- アイビー (38 m²)

その他
- 売店
- 北海道銀行薄野支店[6]
- レストランプラザ札幌

## アクセス
月寒通沿いに位置している。
- 札幌市営地下鉄南北線すすきの駅から徒歩約1分
- 北海道旅客鉄道（JR北海道）札幌駅から車で約7分
- 道央自動車道北広島ICから車で約25分
- 新千歳空港から車で約50分